# Socjalistyczny Front Ludowy
Socjalistyczny Front Ludowy (lit. Socialistinis liaudies frontas, SLF) – litewska partia polityczna o profilu socjalistycznym, działająca od 2008, początkowo pod nazwą Partia Frontu (lit. Frontas).
Ugrupowanie zostało założone przez usuniętego z Litewskiej Partii Socjaldemokratycznej, Algirdasa Paleckisa. Na pierwszym kongresie partia ogłosiła swój program, deklarując obronę interesu robotników.
Partia Frontu wzięła udział w wyborach parlamentarnych w 2008. Na jego liście wyborczej znalazło się kilku byłych litewskich parlamentarzystów różnych kadencji, jak też dawnych działaczy komunistycznych (m.in. Vytautas Petkevičius, Mindaugas Stakvilevičius i Zbigniew Balcewicz). Partia uzyskała 3,24%, nie przekraczając wyborczego progu. Żaden z jej przedstawicieli nie został też posłem z okręgu jednomandatowego. W grudniu 2009 doszło do zjednoczenia Partii Frontu z Litewską Partią Socjalistyczną. Wspólne ugrupowanie przyjęło nazwę Socjalistyczny Front Ludowy i zostało zarejestrowane w lutym 2010. Sytuuje się na lewo od LSDP. Opowiada się za progresywnym systemem podatkowym, większą redystrybucją dochodów, wystąpieniem Litwy z NATO, a także za „walką z faszyzmem”. W wyborach samorządowych 2011 partia uzyskała 7,4 tys. głosów i 2 mandaty radnych. Front ponownie wystawił swoich kandydatów do Sejmu w 2012, lista krajowa uzyskała poparcie na poziomie około 1,2%, żaden z kandydatów z okręgów jednomandatowych nie wszedł do drugiej tury.